# Campostichommides inquirendus
Campostichommides inquirendus är en spindelart som beskrevs av Embrik Strand 1911. Campostichommides inquirendus ingår i släktet Campostichommides och familjen vårdnätsspindlar. Inga underarter finns listade.